# Catargynnis lemur
Catargynnis lemur är en fjärilsart som beskrevs av Otto Thieme 1906. Catargynnis lemur ingår i släktet Catargynnis och familjen praktfjärilar. Inga underarter finns listade i Catalogue of Life.